# Hyman Bass
Hyman Bass (* 5. října 1932 Houston, Texas, USA) je americký matematik, emeritní profesor matematiky na Columbijské univerzitě a profesor na Michiganské univerzitě. Je známý především díky práci v oblasti algebry.
Významně přispěl především v oblastech algebraické K-teorie, komutativní algebry, algebraické geometrie, algebraických grup, geometrických metod v teorii grup a zeta funkcí na jednoduchých konečných grafech. Společně s Jeanem-Pierrem Serretem přišel s tzv. Bassovou-Serreovou teorií. Byl členem skupiny Nicolas Bourbaki.